# Lūcija Garūta
Lūcija Garūta (Riga, 14 maggio 1902 – Riga, 15 febbraio 1977) è stata una pianista, poeta e compositrice sovietica di etnia lettone.
È conosciuta soprattutto per aver composto nel 1943 la cantata Dievs, Tava zeme deg!.

## Biografia
Lūcija Garūta nacque nell'allora Impero russo in una famiglia di un contabile. Dal 1919 al 1925 studiò pianoforte al Conservatorio lettone con il professore Jāzeps Vītols e altri docenti tra cui Jānis Mediņš, Jēkabs Mediņš e Jēkabs Kārkliņš. Durante i suoi studi fu pianista collaboratore dell'Opera Nazionale Lettone.
Dopo la laurea, tra il 1925 e il 1926 lavorò alla Latvijas Radio a Riga. Nel 1926 prese un posto di insegnante di teoria musicale e pianoforte presso la Scuola di Musica Jāzeps Mediņš e continuò i suoi studi con Alfred Cortot, Isidor Philipp e Paul Le Flem. Nel 1928 studiò composizione con Paul Dukas all'École Normale de Musique di Parigi. Nel 1926 fece il suo debutto a Parigi e in seguito divenne un'attiva compositrice tenendo concerti con i cantanti Milda Brehmane-Štengele, Ādolfs Kaktiņš e Mariss Vētra, con il violinista Rūdolfs Miķelsons e con il violoncellista Atis Teihmanis. Nel 1939 fece parte del consiglio di amministrazione dell'associazione lettone per la promozione della musica. Negli anni '20 e '30 Lūcija Garūta fu una delle pianiste più attive sia come solista che come accompagnatrice, esibendosi a Riga e in tutta la Lettonia. Nel complesso, Garūta si esibì con più di 100 musicisti in concerti di musica da camera.
Nel 1940, poco prima dell'occupazione sovietica della Lettonia, Garūta prese un posto di insegnante di composizione e teoria musicale al Conservatorio lettone, dove fu eletta professoressa nel 1960. La malattia pose fine alla sua carriera di artista alla fine degli anni '40, ma continuò a insegnare.
Lūcija Garūta morì nel 1977 a Riga (all'epoca Repubblica Socialista Sovietica Lettone) e fu sepolta nel primo cimitero boscoso di Riga. Dal 2002, in sua memoria, si tiene in Lettonia il Concorso biennale internazionale per giovani pianisti.

## Dievs, Tava zeme deg!
La sua cantata Dievs, Tava zeme deg! ("Mio Dio! Il tuo paese sta bruciando!") fa parte del canone della cultura musicale lettone ed è riconosciuta come una delle musiche lettoni più importanti. Durante la prima registrazione che avvenne il 15 marzo 1944 durante la seconda guerra mondiale è possibile sentire i suoni della battaglia fuori dalla Cattedrale di Riga. Il testo è stato scritto da Andrejs Eglītis durante un concorso chiamato “Preghiera lettone a Dio".  La prima è stata diretta da Teodors Reiters. La cantata fu bandita durante il controllo sovietico della Lettonia.